# التصنيفات الدولية لمنغوليا
تتضمن المقالة التالية التصنيفات الدولية لمنغوليا.

## تصنيفات عامة
- الأمم المتحدة: مؤشر التنمية البشرية لعام 2006، المرتبة 116 من بين 177 دولة
- مجلة كيرني والسياسة الخارجية: مؤشر العولمة 2006 - منغوليا غير مصنفة من بين 62 دولة

## التصنيفات الاقتصادية
- صحيفة وول ستريت جورنال ومؤسسة التراث: مؤشر الحرية الاقتصادية لعام 2006، المرتبة 60 من بين 157 دولة
- صندوق النقد الدولي: الناتج المحلي الإجمالي (الاسمي) للفرد 2006، المرتبة 125 من بين 182 دولة
- صندوق النقد الدولي: الناتج المحلي الإجمالي (الاسمي) 2006، المرتبة 146 من بين 181 دولة
- المنتدى الاقتصادي العالمي: مؤشر التنافسية العالمية 2006-2007، المرتبة 92 من بين 125 دولة

## التصنيفات السياسية
- منظمة الشفافية الدولية: مؤشر مدركات الفساد لعام 2006، المرتبة 99 من بين 163 دولة
- مراسلون بلا حدود: مؤشر حرية الصحافة العالمي لعام 2006، المرتبة 86 من بين 168 دولة

## التصنيفات البيئية
- جامعة ييل: مؤشر الاستدامة البيئية لعام 2005، المرتبة 71 من بين 146 دولة

## التصنيفات التكنولوجية
- وحدة الاستخبارات الاقتصادية: الجاهزية الإلكترونية 2007، لم يتم تصنيفها من بين 69 دولة
- المنظمة العالمية للملكية الفكرية: مؤشر الابتكار العالمي 2024، المرتبة 67 من بين 133 دولة [1]

## التصنيفات الاجتماعية
- وحدة الاستخبارات الاقتصادية: مؤشر جودة الحياة 2005، منغوليا غير مشمولة بالتصنيف.

## التصنيفات الدولية
| المنظمة                       | الاستطلاع                | الترتيب    |
| ----------------------------- | ------------------------ | ---------- |
| معهد الاقتصاد والسلام         | مؤشر السلام العالمي      | 89 من 144  |
| برنامج الأمم المتحدة الإنمائي | مؤشر التنمية البشرية     | 115 من 182 |
| منظمة الشفافية الدولية        | مؤشر مدركات الفساد       | 120 من 180 |
| المنتدى الاقتصادي العالمي     | تقرير التنافسية العالمية | 117 من 133 |